# Liste der norwegischen Botschafter in Osttimor

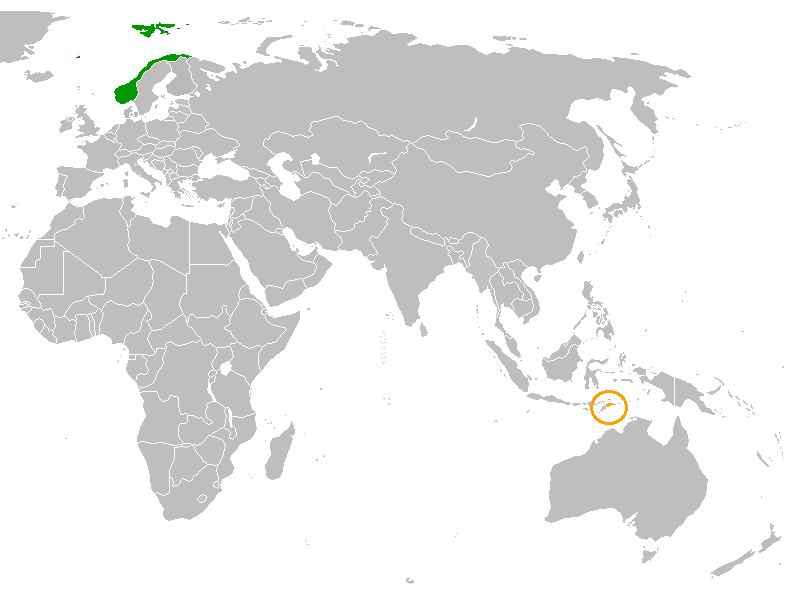
Norwegen (grün) und Osttimor (orange)

Diese Liste führt die norwegischen Botschafter in Osttimor auf.

## Hintergrund
Der Botschafter Norwegens hat seinen Sitz im indonesischen Jakarta.

## Liste der Botschafter

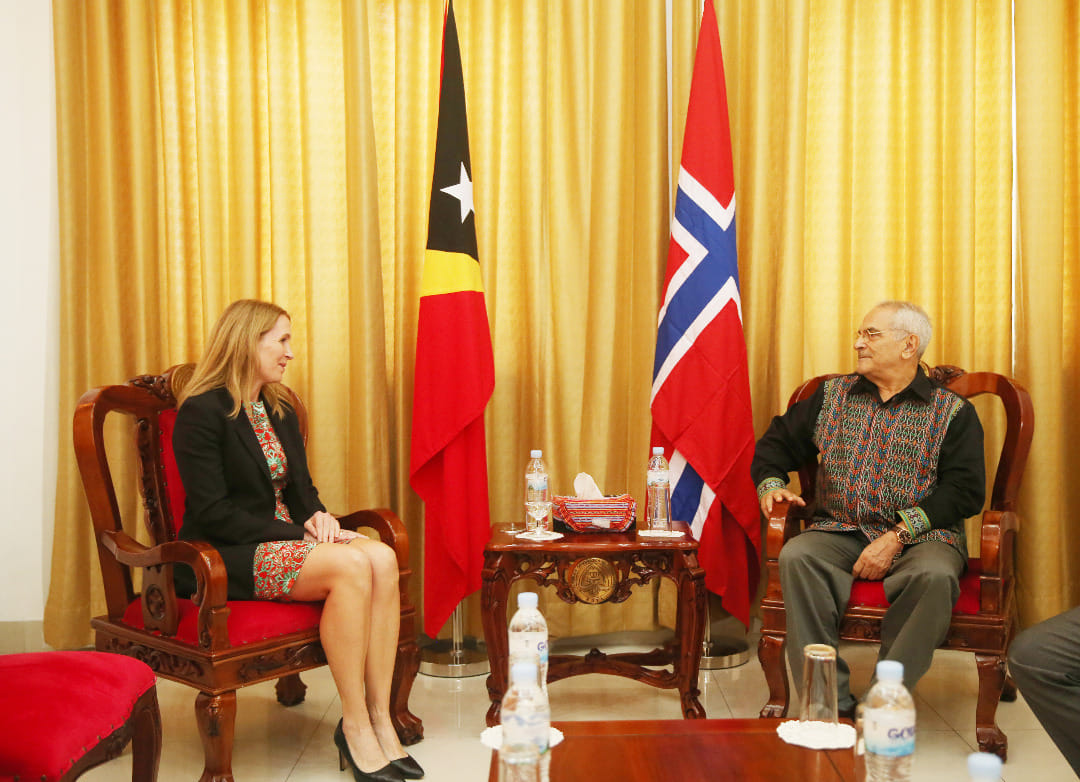
Rut Krüger Giverin und José Ramos-Horta (2022)

| Amtszeit      | Name                 | Anmerkungen                                       |          |
| Norwegen      | Norwegen             | Norwegen                                          | Norwegen |
| ------------- | -------------------- | ------------------------------------------------- | -------- |
| 2002–2003     | Sjur Torgersen       |                                                   |          |
| 2003–2006     | Bjørn Blokhus        |                                                   |          |
| 2006–2010     | Gunnar Stålsett      | Sonderbotschafter                                 |          |
| 2010 bis 2012 | Eivind Sigvart Homme |                                                   |          |
| 2012 bis 2016 | Stig Ingemar Traavik | vorzeitig abberufen: 6. Dezember 2016             |          |
| seit 2017     | Vegard Kaale         | Akkreditierung: 21. Juni 2018                     |          |
| seit 2021     | Rut Krüger Giverin   | Ernennung: 2021, Akkreditierung: 24. Oktober 2022 |          |